# Darkhan
Darkhan (Дархан) er hovedstaden i provinsen Darkhan-Uul i Mongoliet. Byen, der blev bygget fra 1961 og fremefter, er den tredje største by i Mongoliet. Den har i alt 74.738 indbyggere i 2010.